# Flamme dans l'espace et femme nue
Flamme dans l'espace et femme nue est une toile réalisée par Joan Miró en 1932. C'est une huile sur carton qui fait actuellement partie de la collection permanente de la Fondation Joan-Miró à Barcelone. Le cadre a intégré la fondation 69 grâce à un don de Joan Prats.

## Description
Sur cette œuvre l'espace est suggéré par l'intersection de plans variés de couleurs vives. L'œuvre présente des couleurs vives combinées avec harmonie. Il s'agit de l'une des œuvres de petit format que Miro utilisa en 1932. Il récupéra à cette époque la figure féminine, thème qui joua un rôle prédominant dans toute sa production postérieure,.

## Expositions notables
- 1978 - La llotja, ville de Majorque
- 1978 - Musée d'art contemporain de Madrid
- 1979 - Orsanmichele, Florence[6].